# Ludovico Mazzolino
Ludovico Mazzolino (Ferrare, 1480 – Ferrare, 1528)  est un peintre italien de l'école de Ferrare qui a été actif à Ferrare et à Bologne au début du XVIe siècle.

## Biographie
Les informations concernant sa formation sont rares. Il aurait été l'élève de Lorenzo Costa, et a subi l'influence d'Ercole de' Roberti, de Garofalo et de Boccaccio Boccaccino.
Beaucoup de ses œuvres lui ont été commandées par le duc Hercule Ier d'Este à Ferrare. En 1504, il travailla pour lui à un ensemble de fresques dans la nouvelle église de Sainte-Marie-des-Anges (détruite en 1604). De 1504 à 1507, il peignit également des tableaux, aujourd'hui perdus, pour les cabinets de Lucrèce Borgia, après son troisième mariage, avec Alphonse Ier d'Este. Le Triptyque des musées de Berlin, première œuvre datée, est de 1509.
Il produisit surtout des œuvres de petits formats pour une clientèle privée, souvent proches des d'Este. Deux seulement sont des retables connus : celui de San Bartolomeo et le Retable Caprara.
En 1521 il se marie avec Giovanna, la fille du peintre vénitien Bartolomeo Vacchi, mais atteint de la peste, il fit son testament en 1528 et s'éteignit en 1530.

## Style
Son imaginaire comme celui du bolonais Amico Aspertini, fut nourri par l'œuvre humaniste, teintée d'ésotérisme, d'Ercole de’ Roberti qui a stimulé leur goût pour la magie, le masque, le tragique et le grotesque. Roberto Longhi voit en Mazzolino un peintre purement ferrarais avec un style très graphique et précieux.
Ils bénéficièrent aussi de la puissance expressive de la peinture allemande qui s'est répandue dans la plaine émilienne grâce au gravures et aux voyages à Venise où la mode était aux écoles du Nord.

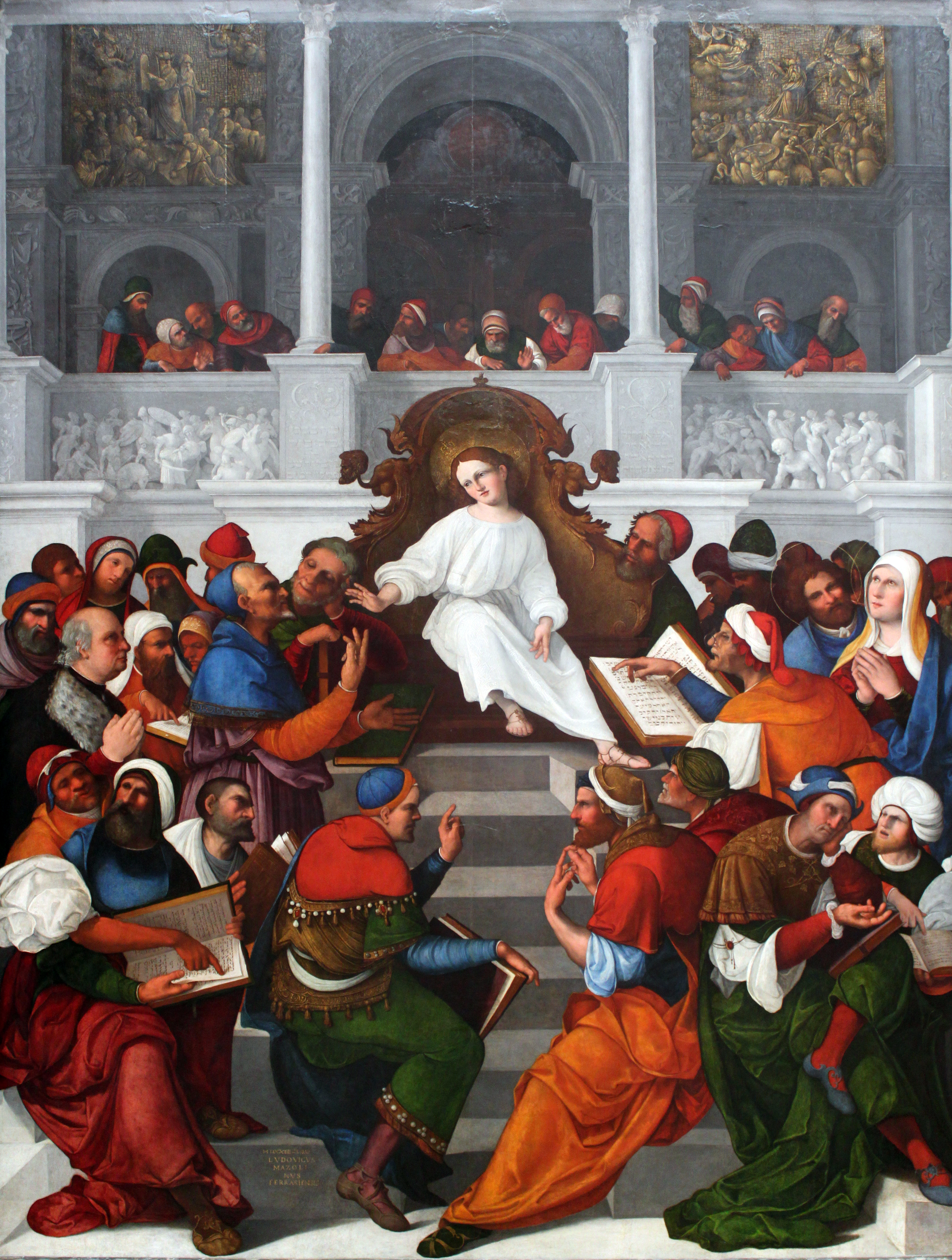
Jésus chez les docteurs 1524 Gemäldegalerie (Berlin)
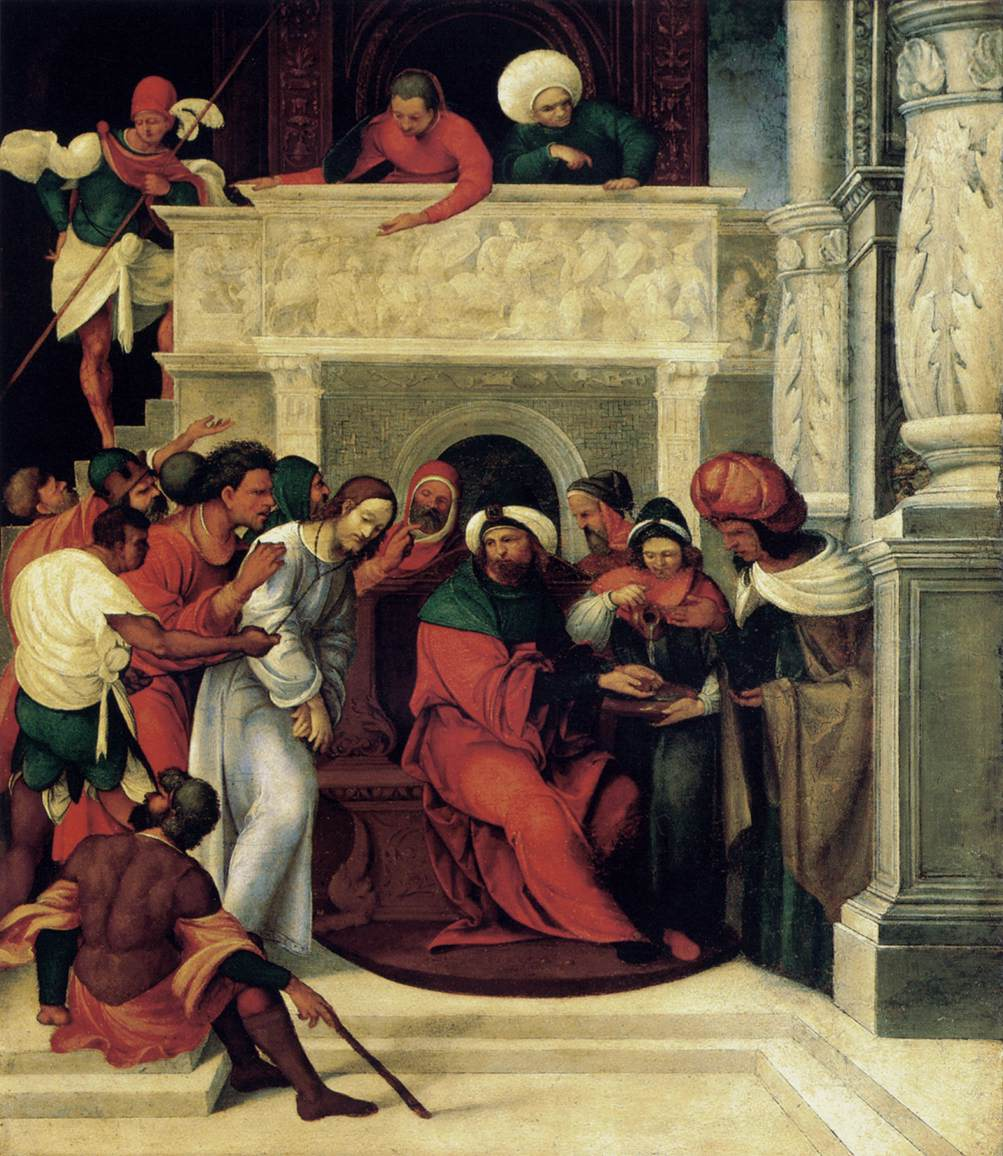
Le Christ devant Pilate, 1525 Musée des beaux-arts de Budapest

## Œuvres
- Pietà (1501-1503), huile sur panneau, 30 × 22 cm, Venise, Collection Vittorio Cini[1]
- Nativité (1504-1510 ca), huile sur panneau, 39,4 × 34,3 cm, Londres, National Gallery.
- Le Massacre des innocents (1505-1530 ca), huile sur panneau, 31 × 38 cm, Amsterdam, Rijksmuseum.
- Nativité du Christ (1506-1507 ca), huile sur panneau, 40 × 50 cm, Rome, Galleria Borghese
- Adoration des bergers (1510-1515), huile sur panneau, 79 × 60 cm, Florence, Musée des Offices[3]
- La Sainte Famille et Saint Nicolas Tolentino (1515-1530 ca), huile sur panneau, 80,6 × 62,2 cm, Londres, National Gallery.
- La Sainte famille et le Père éternel (1516 ca), huile sur panneau, 63 × 49 cm, Munich, Alte Pinakothek.
- La Circoncision (v. 1520), huile sur panneau, 31 × 33 cm, Venise, Collection Vittorio Cini[1]
- La Dispute du Christ avec les Docteurs (1520-1525), huile sur panneau, 31 × 22 cm, Londres, National Gallery
- La Sainte Famille avec saint François (1520-1529 ca), huile sur panneau, 53 × 39,4 cm, Londres, National Gallery.
- Adoration des mages (1522), huile sur panneau, 35 × 26 cm, collection privée.
- Adoration des mages, huile sur panneau d'épicéa, 120 × 78 cm, musée du Petit Palais (Avignon) [4]
- Incrédulité de saint Thomas (1522), huile sur panneau, 38 × 29 cm, Rome, Galleria Borghese.
- Le Christ et la femme adultère (1522 ca), huile sur panneau, 46 × 30,8 cm, Londres, National Gallery.
- Adoration des mages (1522 ca), huile sur panneau, 40 × 30 cm, Rome, Galleria Borghese.
- Vierge à l'Enfant avec sainte Anne et des saints (1522-1523), huile sur panneau, 29 × 22 cm, Florence, Musée des Offices[3]
- Guerriers (1522-1526 ca), frammento, huile sur panneau, 24,8 × 25,4 cm, Hampton Court, Royal Collection.
- Adoration des bergers (1524 ca), huile sur panneau, 30 × 42 cm, pinacothèque nationale (Bologne).
- Le Père éternel (1524), huile sur panneau, pinacothèque nationale de Bologne.
- Jésus à douze ans enseignant au Temple (1524), peinture, 47 × 41 cm, Gemäldegalerie (Berlin)
- Pilate montre Jésus au peuple (ou Ecce homo) (1524-1525 ca), huile sur panneau, Chantilly, Musée Condé.
- La Vierge, l'Enfant Jésus et saint Antoine abbé dans un paysage (1525), huile sur panneau, Chantilly, Musée Condé.
- Le Christ devant Pilate (1525 ca), huile sur panneau, 45 × 39 cm, Musée des beaux-arts de Budapest
- Le Christ et la Samaritaine (1525 ca), huile sur panneau, 65,5 × 45,2 cm, Vienne, Kunsthistorisches Museum.
- Circoncision du Christ (1526 ca), huile sur panneau, 78,5 × 56,5 cm, Vienne, Kunsthistorisches Museum.
- Le Christ et la femme adultère (1527 ca), huile sur panneau, 29 × 19 cm, Rome, Galleria Borghese.
- Le Christ lave les pieds de ses disciples (1527 ca), huile sur panneau, 49,4 × 53,5 cm, Philadelphie, Museum of Art.
- Pilate se lave les mains devant le peuple (1530 ca), huile sur panneau, 54 × 42,5 cm, Cambridge, Fitzwilliam Museum.
- Le Massacre des innocents, Rome, Galerie Doria-Pamphilj.
- Le Massacre des innocents, Florence, Musée des Offices

## Sources
- (it) Cet article est partiellement ou en totalité issu de l’article de Wikipédia en italien intitulé « Ludovico Mazzolino » (voir la liste des auteurs).
- Roberto Longhi (trad. Claude Lauriol), L'atelier de Ferrare, Gérard Montfort, 1991.